# Militaire onderscheiding van de Federatie der Tai

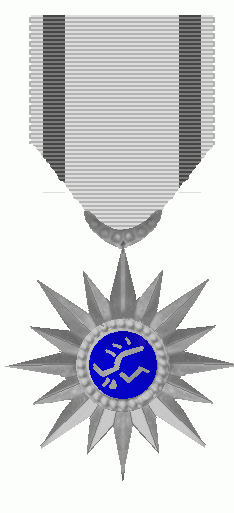
Militaire onderscheiding

De Militaire onderscheiding van de Federatie der Tai (Frans: "Distinction à titre militaire"), was een militair ereteken dat door deze kortlevende federatie in Noord-Vietnam werd verleend. De ster is van zilver, de achterzijde is vlak. De ster is verbonden aan de Orde van Verdienste van de Federatie der Tai, "l'ordre du mérite civil de la fédération Taï".